# Památné lípy Na Vrších

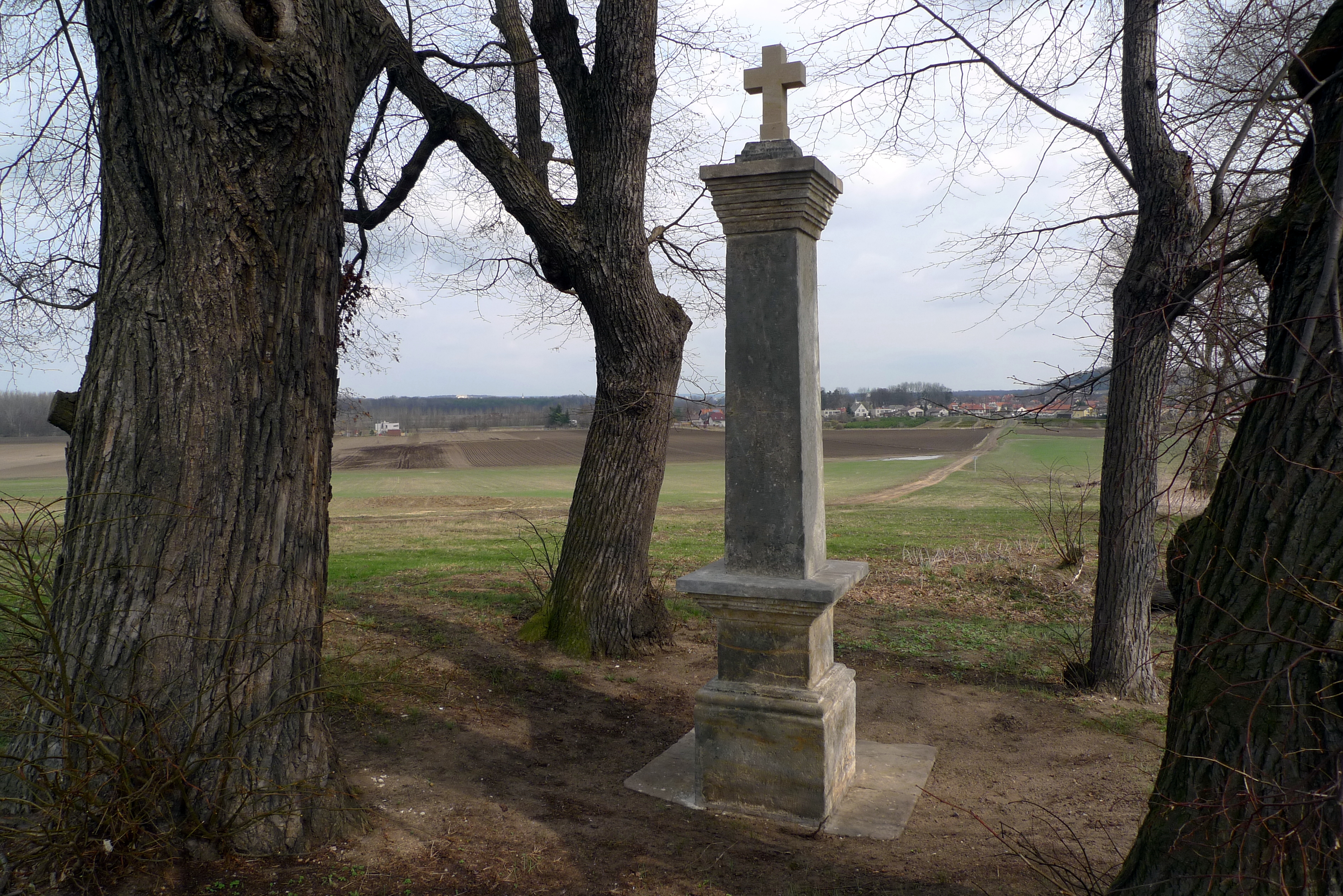
Boží muka po rekonstrukci v roce 2010

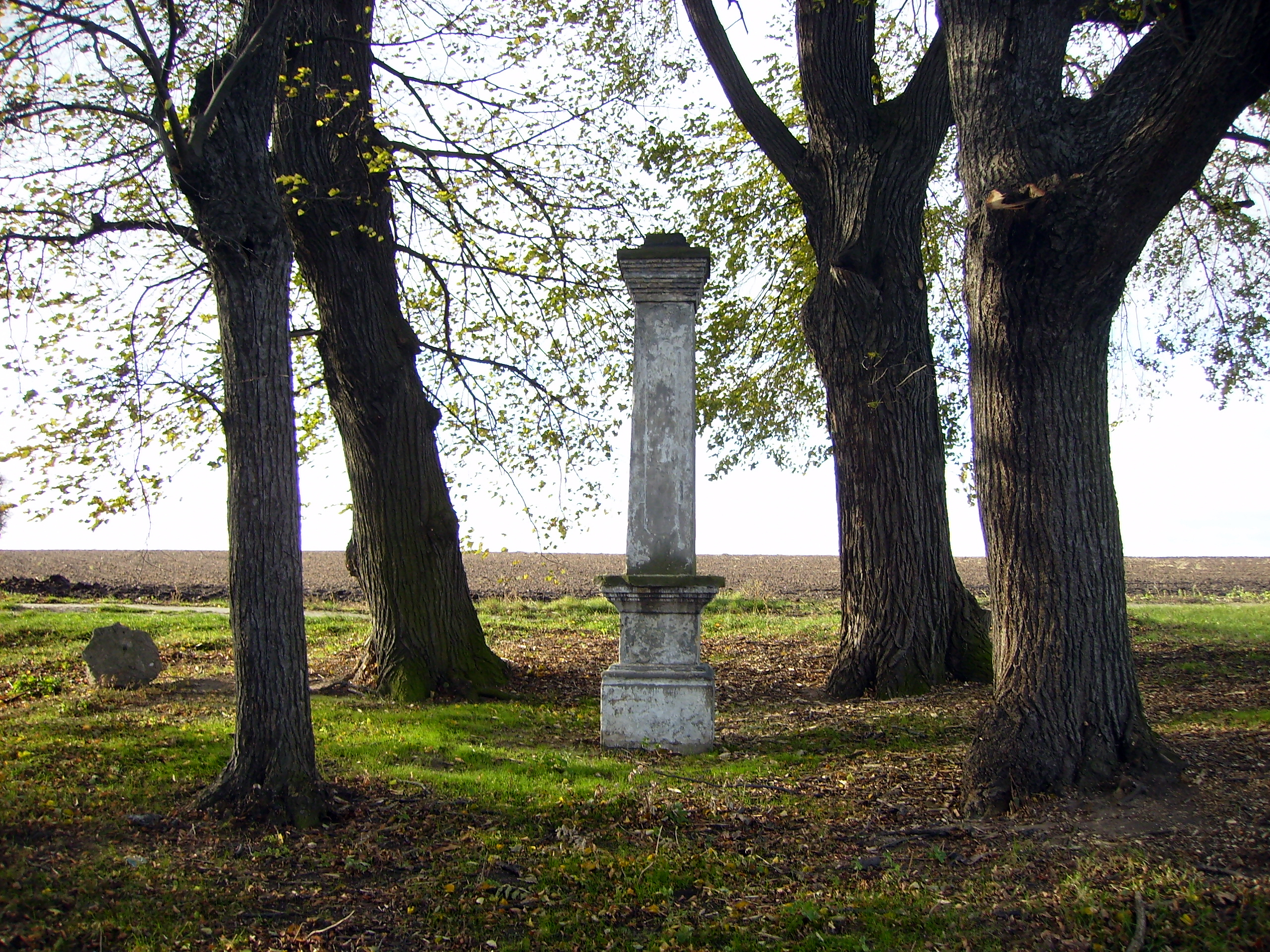
Boží muka (před rekonstrukcí) a památné lípy Na Vrších

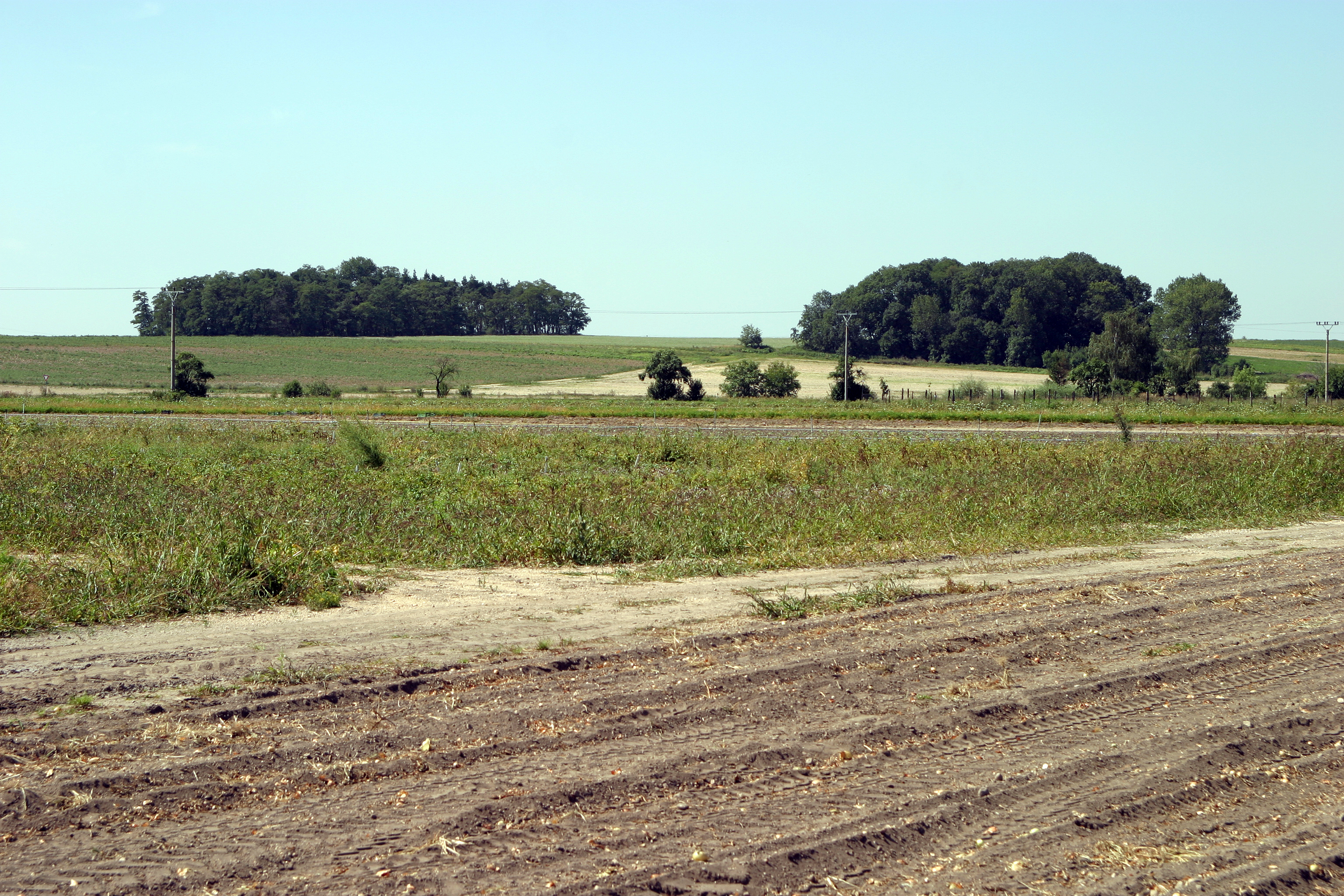
"Hřeben" Vrše, na kterém rostou přerovské památné lípy (v pravém lesíku).

Památné lípy Na Vrších u Přerova nad Labem je čtveřice památných stromů, které obklopují boží muka a studánku. Jedná se o lípy malolisté (Tilia cordata); místní obyvatelé toto místo příznačně nazývají U Čtyř lip.

## Památné stromy
Ochrana stromů byla vyhlášena v roce 2005 odborem životního prostředí městského úřadu v Lysé nad Labem. Obvod kmene jednotlivých stromů byl v době vyhlašování 233, 275, 109 a 198 cm, výška od 13 do 18 metrů. Stáří tří lip se odhaduje na 120 let, jeden strom byl pravděpodobně dosazen později.
Lípy Na Vrších byly prohlášeny za památné z těchto důvodů:
- velikost dřeviny,
- domácí druh, který napomáhá utvářet ráz krajiny poškozené intenzivním zemědělstvím,
- stromy vhodně doplňují drobnou sakrální stavbu.

## Boží muka a studánka
Celková výška této pískovcové stavby je 332 cm. Na základové desce o rozměrech 143×128 cm stojí hranolový, 116 cm vysoký podstavec o průřezu 48x48 cm s 63 cm vysokou, v horní části profilovanou patkou o základně 67×67 cm. Je zakončený výrazně členěnou, 24 cm vysokou hlavicí o rozměrech vrcholové části 79×78 cm. Na něm stojí 200 cm vysoký, směrem k vrcholu se mírně zužující pilíř o základně 42x42 a při vrcholu o průřezu 37×37 cm. Na jeho čelní – severní stěně je vytesán obrys obdélníku s oblými rohy, široký 20 cm a o výšce 121 cm. Hlavice pilíře, profilovaná deseti hranolovými stupni, je 31 cm vysoká a při horním okraji má rozměr 58×58 cm. Na vrcholu pilíře je 15 cm vysoký třístupňový podstavec o základně 31×28 cm, na kterém stojí povýšený latinský kříž. Boží muka byla rekonstruována v roce 2010.
Původní studánka z 19. století byla drobnou pískovcovou stavbou vzdálenou zhruba 10 metrů od božích muk. Do dnešní doby zachovala v podobě poškozeného fragmentu, patrný je rok vzniku studánky vytesaný do zadní stěny stavby – 1856. V roce 2006 byla studánka poškozena nezjištěným zlodějem a následně byla přestěhována do Polabského národopisného muzea v Přerově nad Labem. V současnosti probíhá stavba nové pískovcové studánky.

## Minulost lokality U Čtyř lip
Podle pověsti chodil tímto krajem druhý pražský biskup svatý Vojtěch ze slavníkovského panství na Libici do Prahy. S jeho osobou je pojí řada míst v okolí Přerova nad Labem včetně svatovojtěšské studánky. Světec se na hřebenu Na Vrších údajně osvěžoval ze silných pramenů, které vytryskly pokaždé, když zabodnul svou hůl do země.
Okolo památných lip kdysi vedly čtyři cesty – od Přerova nad Labem, Starého Vestce. Mochova a od Císařské Kuchyně okolo svatovojtěšské studánky. V období kolektivizace v 50. letech 20. století došlo k posunutí cest, boží muka a lípy jsou dnes na okraji jasanového lesa.
Padesát metrů pod božími muky býval romantická tůň. Přestože byla v sedmdesátých letech zavezen komunálním odpadem, dodnes je tato parcela v katastrálních mapách vedena jako vodní plocha. V současné době dochází k pročištění lesa od náletových dřevin (zejména trnovník akát a bez černý), uvažuje se o obnově tůně.

## Stromy v okolí
- Tisíciletá lípa ve Staré Lysé
- Jírovec na náměstí v Lysé nad Labem
- Krásná Pepina v Kersku
- Švarná Tonka v Kersku
- Lípy v Litoli